# Roger Avary

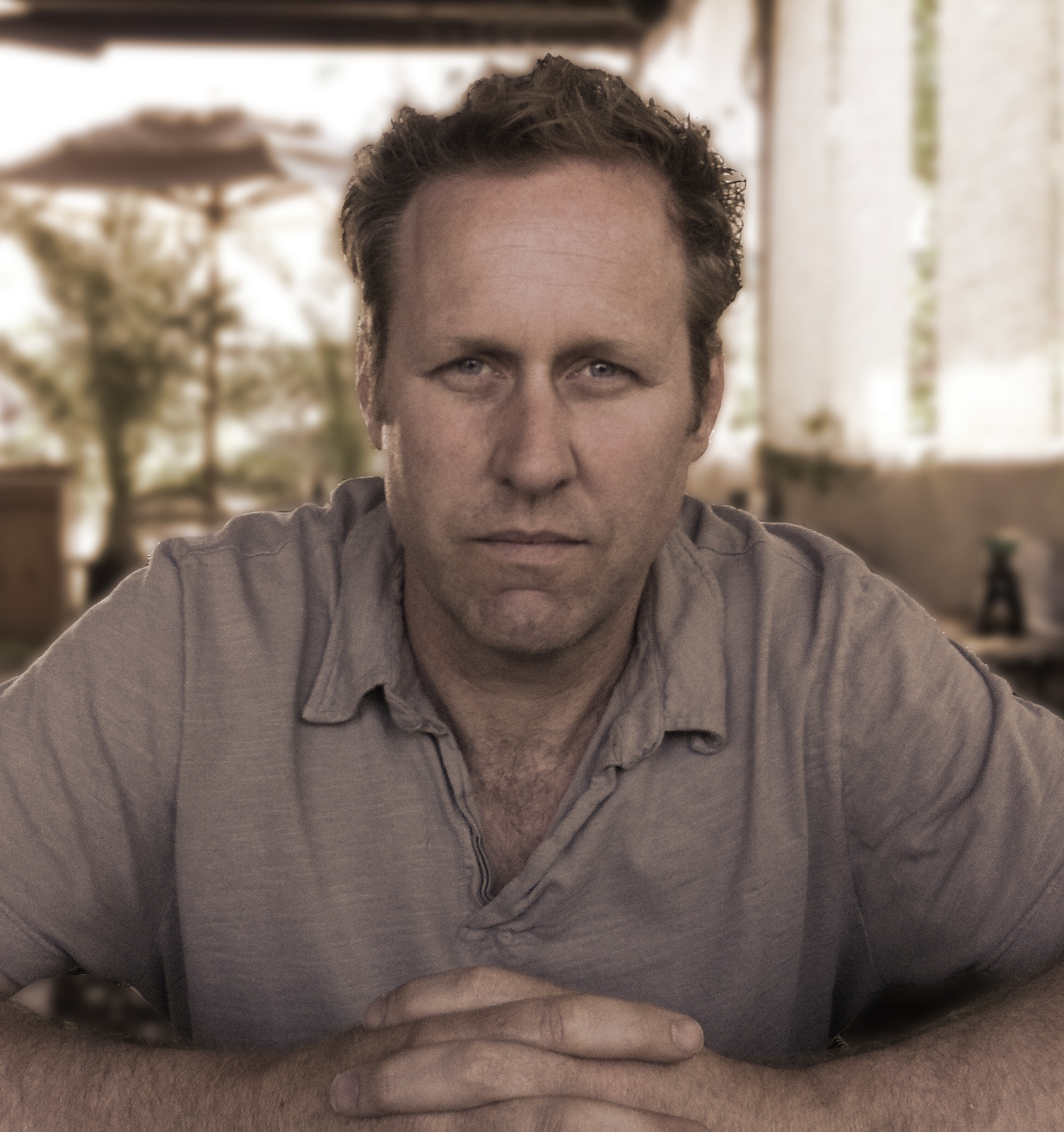
Roger Avary (2012)

Roger Avary (* 23. August 1965 in Flin Flon, Manitoba, Kanada) ist ein US-amerikanischer Filmregisseur, Drehbuchautor und Filmproduzent.

## Leben
Avary wurde bekannt durch seine frühere Freundschaft mit Quentin Tarantino, bei dessen Drehbüchern er mitarbeitete. Tarantino revanchierte sich mit der Produktion von Avarys Film Killing Zoe (1993). Beide bekamen für ihr Drehbuch zu Pulp Fiction (1994) den Oscar. Danach gingen Avary und Tarantino getrennte Wege, was vor allem auf Streitigkeiten in Bezug auf die Namensnennungen bei Pulp Fiction zurückzuführen ist. So setzte Tarantino kurzfristig durch, dass im Vorspann die Formulierung „written and directed by Quentin Tarantino“ verwandt und Avary lediglich als Ideengeber einer Episode benannt wurde.
Der von ihm geschriebene und inszenierte Film Die Regeln des Spiels (2002) basiert auf einem Roman von Bret Easton Ellis. 2005 verfasste Avary das Drehbuch zur Videospiel-Verfilmung Silent Hill.
Gemeinsam mit Neil Gaiman verfasste er das Drehbuch für Die Legende von Beowulf (2007), Robert Zemeckis’ Verfilmung des gleichnamigen epischen Heldengedichts.
Am 30. September 2009 wurde er wegen eines von ihm verursachten Autounfalls, bei dem sein frisch verheirateter Freund starb und seine Frau schwer verletzt wurde, zu einem Jahr Haft und fünf Jahren Bewährung verurteilt. Im Juli 2010 wurde er aus der Haft entlassen.
Am 14. September 2023 kam Lucky Day, eine Quasi-Fortsetzung von Killing Zoe in die Deutschen Kinos und am 14. Dezember 2023 als Blu-ray/DVD in den Verkauf. Der Film erhielt überwiegend schlechte Kritiken.
Gemeinsam mit seiner Tochter Gala Avary betreibt er das Produktionsunternehmen Avary.

## Filmografie (Auswahl)
Regie
- 1993: Killing Zoe
- 1995: Mr. Stitch (Fernsehfilm)
- 2002: Die Regeln des Spiels (The Rules of Attraction)
- 2004: Glitterati
- 2019: Lucky Day

Drehbuch
- 1983: The Worm Turns (Kurzfilm)
- 1992: Reservoir Dogs – Wilde Hunde (Reservoir Dogs; background radio dialogue written by)
- 1993: True Romance (uncredited)
- 1993: Killing Zoe
- 1994: Pulp Fiction (stories by)
- 1995: Crying Freeman – Der Sohn des Drachen (Crying Freeman, uncredited)
- 1995: Mr. Stitch (Fernsehfilm)
- 1997: Odd Jobs (Fernsehfilm)
- 2002: Die Regeln des Spiels (The Rules of Attraction)
- 2004: Glitterati
- 2006: Silent Hill
- 2007: Die Legende von Beowulf (Beowulf)
- 2012: XIII – Die Verschwörung (Fernsehserie, 3 Episoden)
- 2019: Lucky Day

Produktion
- 1983: The Worm Turns (Kurzfilm)
- 1983: The Boys (Kurzfilm)
- 1997: Odd Jobs (Fernsehfilm)
- 2004: Glitterati

Kamera
- 1983: The Boys (Kurzfilm)
- 1987: My Best Friend’s Birthday
- 2004: Glitterati